# San Joaquín
San Joaquín là một khu tự quản thuộc tỉnh Santander, Colombia. Thủ phủ của khu tự quản San Joaquín đóng tại San Joaquín Khu tự quản San Joaquín có diện tích 192 ki lô mét vuông. Đến thời điểm ngày 28 tháng 5 năm 2005, khu tự quản San Joaquín có dân số 3509 người.